# Shenglong Metallurgical
Shenglong Metallurgical (Chinees: 盛隆冶金) is een groot Chinees staalbedrijf uit de zuidelijke autonome regio Guangxi. Met een ruwstaalproductie van ruim 12 miljoen ton in 2021 behoort het tot de grotere staalproducenten in de wereld.

## Activiteiten
De basis van Shenglong Metallurgical is een grote geïntegreerde staalfabriek in de haven van Fangchenggang. Hier wordt ijzer- en nikkelerts verwerkt tot rollen plaatstaal, dikke platen, staven en walsdraad. De toevoeging van nikkel en chroom maakt dat het staal sterker is en een hogere corrosieweerstand heeft.
Shenglong Metallurgical bezit ook de helft van Alliance Steel in Maleisië. Hier worden staven, walsdraad en H-profielen geproduceerd.

### Fabrieken
| fabriek                         | plaats             | startjaar | ruwstaalcapaciteit |
| ------------------------------- | ------------------ | --------- | ------------------ |
| Guangxi Shenglong Metallurgical | Fangchenggang      | 2005      | 7 mt/jaar          |
| Alliance Steel                  | Kuantan (Maleisië) | 2017      | 3,5 mt/jaar        |

## Geschiedenis

### Guangxi Shenglong Metallurgical
Shenglong Metallurgical werd in 2003 opgericht door de regionale overheid van Guangxi in het kader van het Westelijk Ontwikkelingsprogramma, het plan van de centrale overheid om de economie in West-China te laten bijbenen met de sterk gegroeide economie in Oost-China. In Guangxi zouden negen staalfabrieken komen met de havenstad Fangchenggang als centrum van de regionale staalindustrie.
In augustus 2005 werd de eerste sinterfabriek van de nieuwe fabriek in bedrijf genomen, in september 2005 de eerste hoogoven en in januari 2006 de eerste walserij. Gedurende het volgende decennium werd verder uitgebreid tot acht hoogovens met een totale productiecapaciteit van 6 miljoen ton ruwstaal op jaarbasis.

### Alliance Steel
In 2014 werd in een joint venture met haven- en logistiek bedrijf Beibu Gulf Port Group een grote staalfabriek gebouwd in Maleisië. In maart 2018 werd de eerste hoogoven van Alliance Steel ontstoken. Deze fabriek is gevestigd in het Malaysia-China Kuantan Industrial Park (MCKIP), een breder samenwerkingsverband tussen Maleisië en China in het kader van de Nieuwe Zijderoute.